# مارتین بنکا
مارتین بنکا (اسلواکی: Martin Benka; ۲۱ سپتامبر ۱۸۸۸ – ۲۸ ژوئن ۱۹۷۱)  نقاش , تصویرگر اهل اسلواکی بود. او را بنیانگذار نقاشی مدرنیستی قرن بیستم اسلواکی می دانند. به او عنوان هنرمند ملی داده شد. او در گورستان ملی در مارتین به خاک سپرده شده است.